# Людвиг II (граф Вюртемберга)
Людвиг II (нем. Ludwig II; ок. 1137 — 1181) — граф Вюртемберга с 1158 года. Предположительно может быть сыном Людвига I.
Существуют документы, упоминающие ещё до 1154 года в качестве графа Вюртемберга Людвига, которые предположительно могут быть отнесены к Людвигу I. До 1166 года Людвиг не упоминается в качестве графа. Людвиг II в качестве графа Вюртемберга упомянут в 1181 году в документе императора Фридриха I Барбароссы.
Точную хронологию Вюртембергского дома ранее 1200 года вести сложно из-за разрушения в XIV веке во время конфликта между городами и графами коллегиальной церкви Бойтельсбаха, вместе с которой были уничтожены надписи и гербы погребённых там графов.

## Семья
Женился на дочери графа Кипхберга Хартмана III (р. 1142 — ум. 1178) Виллибирге. Родившиеся в этом браке сыновья Гартман и Людвиг III после гибели отца в 1181 году совместно управляли графством.